# Piliocolobus tholloni
Procolobus tholloni là một loài động vật có vú trong họ Cercopithecidae, bộ Linh trưởng. Loài này được Milne-Edwards mô tả năm 1886.

## Hình ảnh

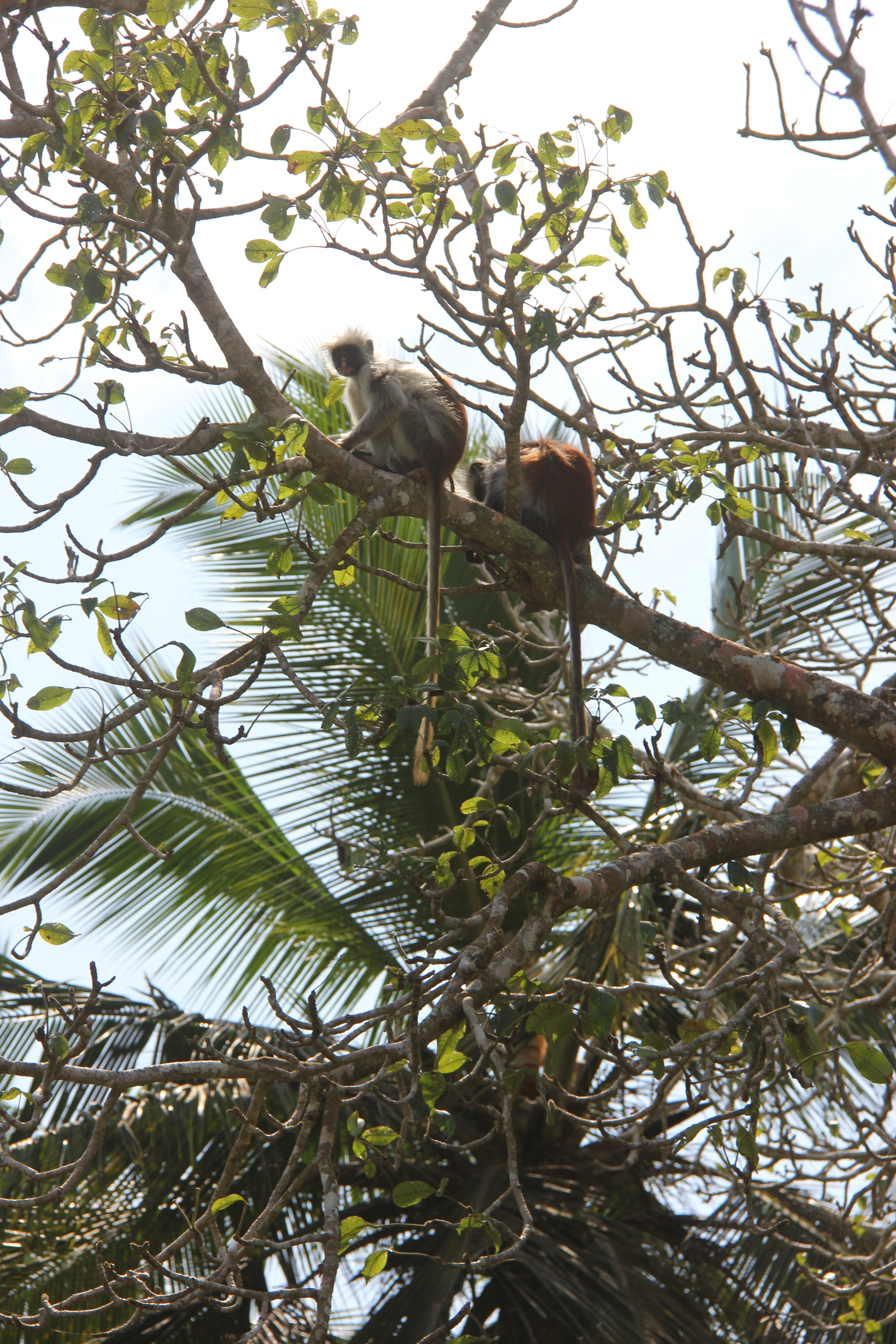
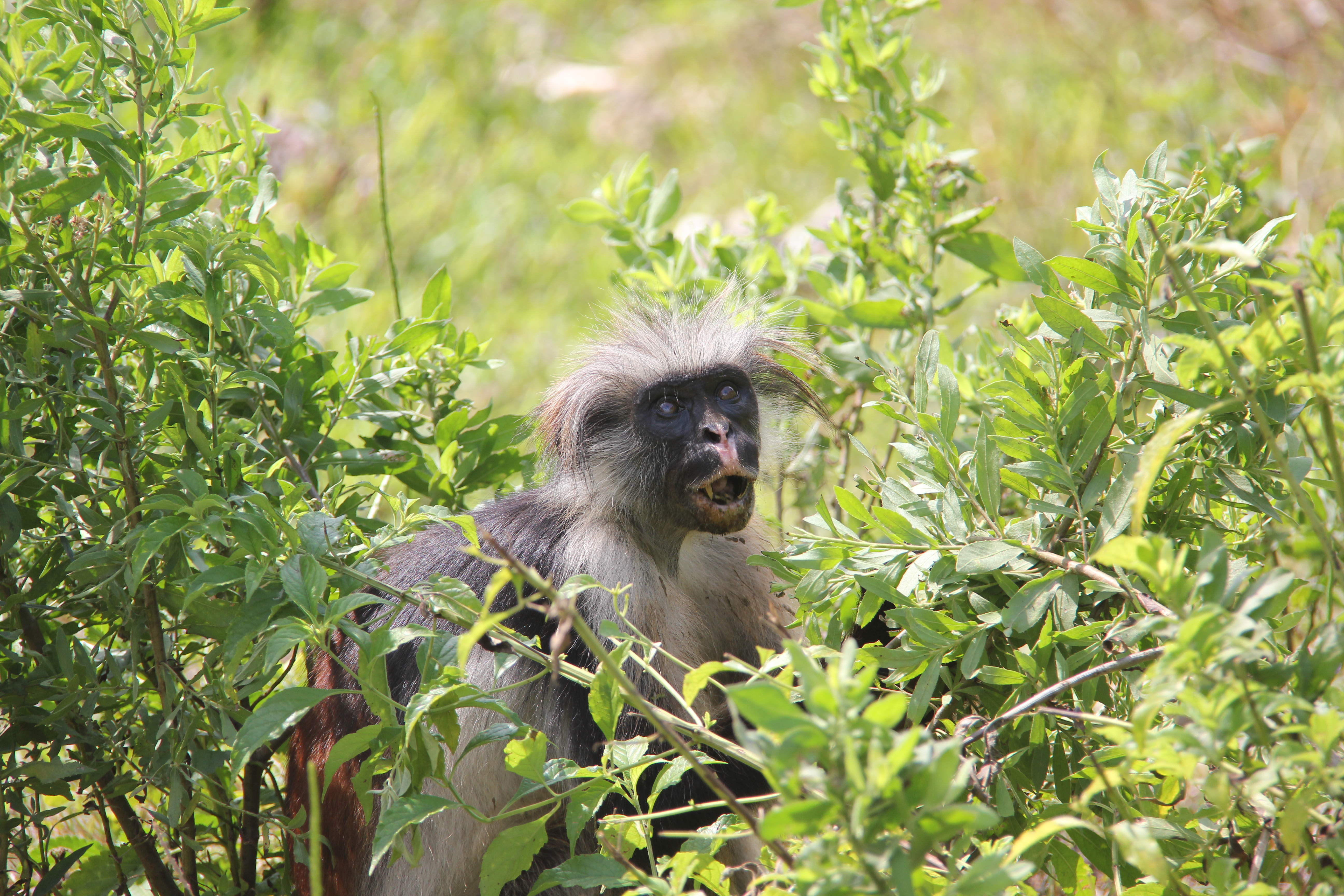
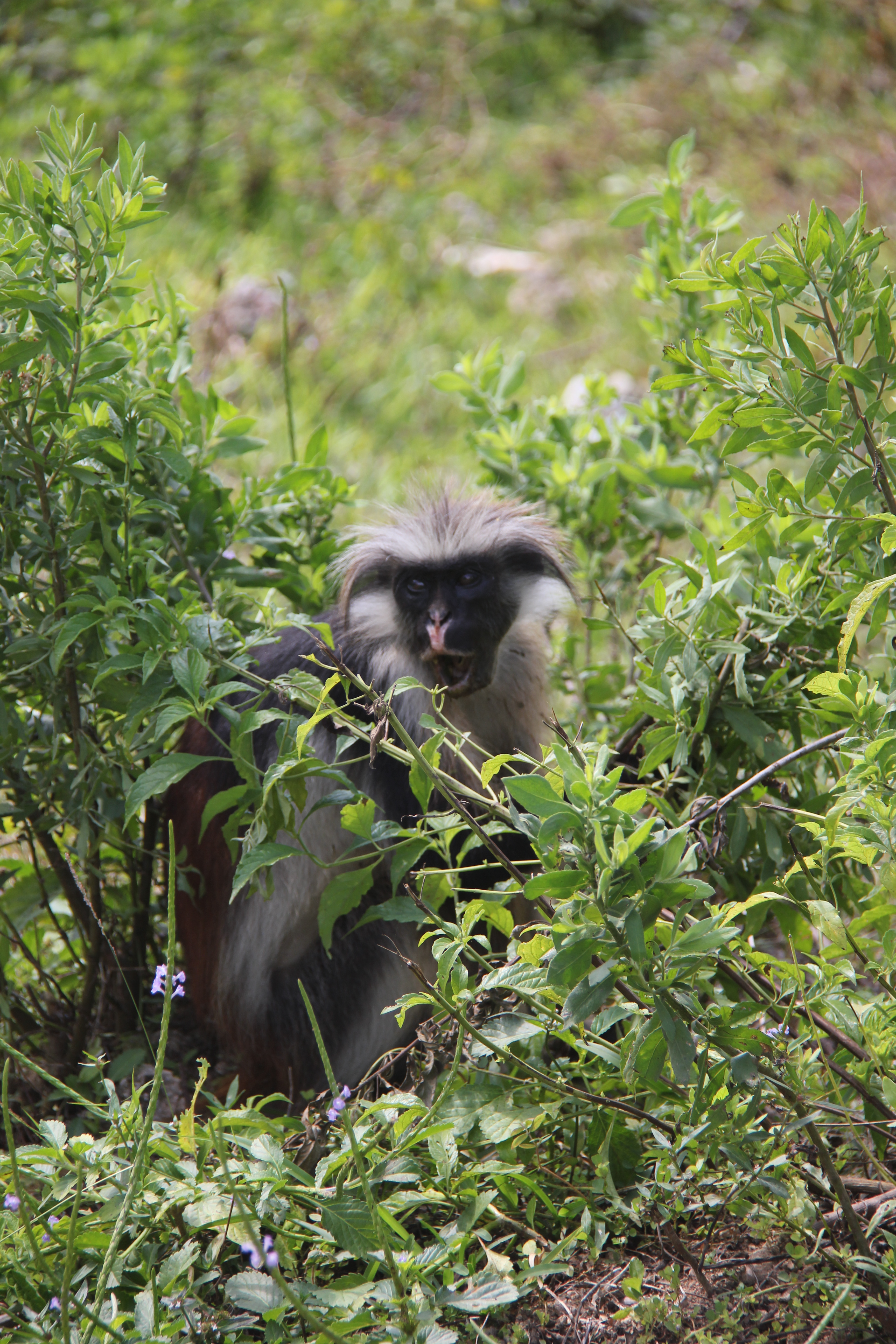
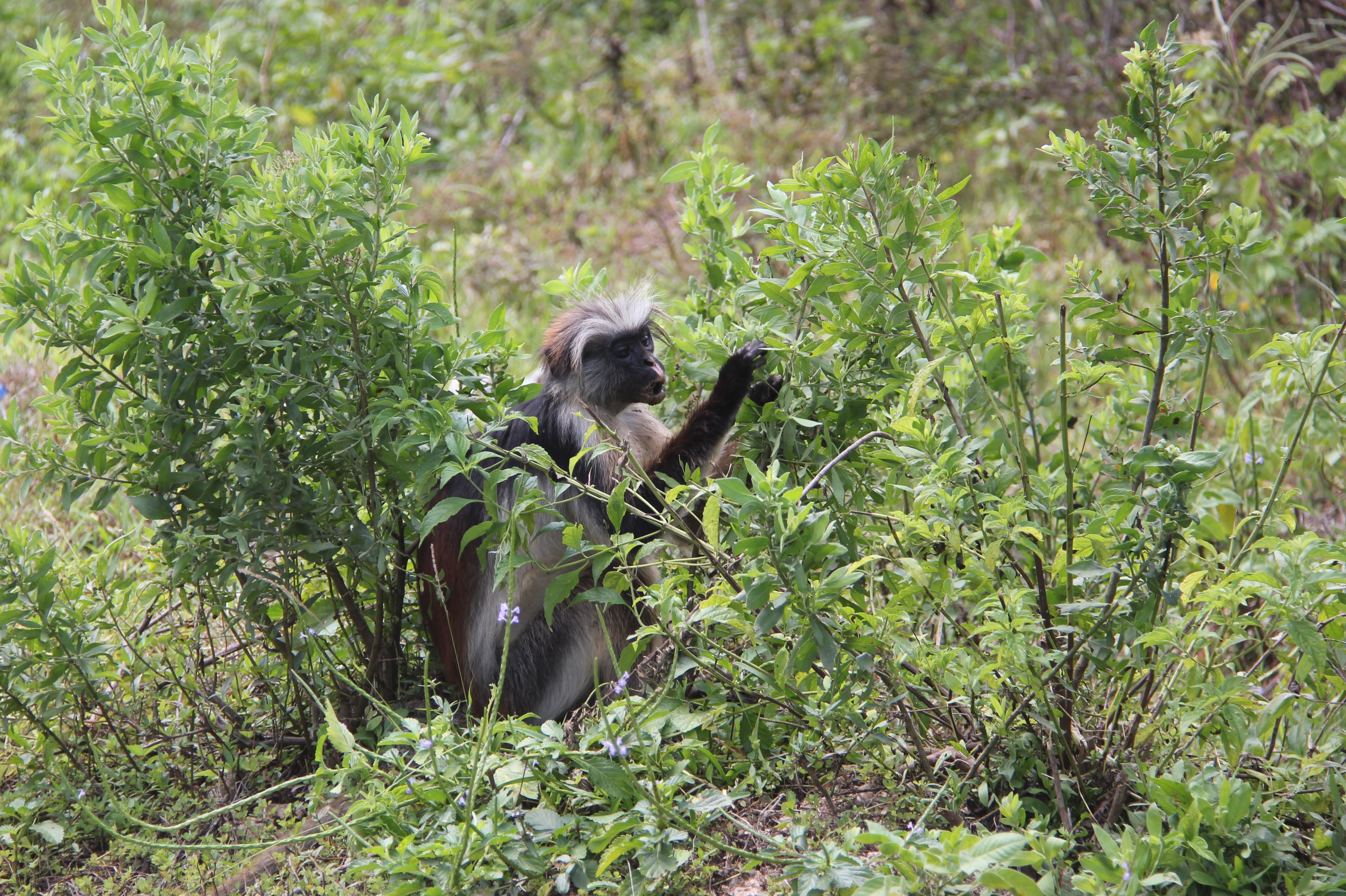